# 아이모네 디 사보이아 백작
아이모네 디 사보이아(이탈리아어: Aimone di Savoia, 1291년 12월 15일 - 1343년 6월 22일)는 1329년부터 1343년까지의 사보이아 백작이다.

## 생애
아메데오 5세 디 사보이아의 아들로 샹베리에서 태어났으며, 에도아르도의 동생이기도 했다.
1321년, 아이모네는 코르비에르 공성전 당시 공성 무기의 감독을 맡았다. 1323년 아메데오 5세가 사망한 후부터는 에도아르도의 통치 하에서 브레스의 영주로 있었다.

사보이아 가의 문장.

귀족 가문의 어린 아들로서 아이모네는 교회에서 인생을 보내기로 계획되어 있었다. 1329년에 에도아르도가 사망할 당시에 아이모네는 아비뇽에 위치한 교황 요한 22세의 궁정에 있었다.
1329년에 곧 백작이 된 아이모네는 그의 친척 아메데오 3세 디 지네르바 영토 분쟁을 해결하기 위해 위원회를 소집했다. 이 분쟁은 봉지를 놓고 몇 세대를 거쳐 가문 간의 분쟁이였지만 그들은 전쟁에 의존하지 않고 몇 년간의 협상을 통해 해결해 낼 수 있었다. 이로 인해 아이모네는 평화공(il Pacifico)이라는 별칭을 얻었다.
그는 사보이아 백작 작위를 두고 조카딸인 조반나 디 사보이아와 경쟁을 벌였는데, 사보이아는 살리카 법을 택한 이래로 여성 지도자를 가지지 않고 있었다. 남편 장 3세 드 브르타뉴의 지원을 받은 조반나는 그녀의 권리를 지키고 있었다. 장과 조반나 사이에 자녀는 없었다. 결국 아이모네는 조반나에게 금전적인 보상을 제공하는 대가로 백작 자리를 획득하게 되었다.
그는 백작으로서 초기 몇 년을 두 가문 간의 봉지를 두고 몇 세대간의 분쟁을 계속한 도팽 기그 8세 드 비엔누아와의 전쟁으로 보냈다. 1333년 라페리에르 공성전에서 기그가 전사하자, 프랑스의 군주 필리프 6세는 아이모네와 새로운 도팽이자 기그의 동생인 윔베르 2세 드 비엔누아와의 휴전을 중개할 수 있었다.
1334년 8월 백년 전쟁 발발이 되면서 에드워드 3세는 아이모네에게 대사를 보내 잉글랜드 측에 합류하라는 설득을 하였다. 아이모네는 잉글랜드와 노르망디 양쪽에 토지를 보유하면서, 따지자면 두 왕들의 봉신이였기에 제안을 거절하였다. 1337년 4월, 필리프도 유사한 내용을 보내왔다. 아이모네는 도피네와의 영토 분쟁으로 해외에 나가 싸울 수 없다는 답신을 보냈다. 필리프는 윔베르가 도피네를 매각하게 하며, 더 오래 지속되는 평화를 신속하게 해결했다. 아이모네는 1339년에서 1342년까지 프랑스의 전쟁 활동의 일환으로 그의 군대를 이끌었다. 그는 자주 아메데오 3세 디 지네르바와 공동 출정을 하였다.
1330년 아이모네는 공문서를 다루는 수상 자리를 설치했다. 그는 1331년부터 1342년까지 건설된 오트콩브 수도원에서 장례 채플을 확장하는 데 자금을 지원했다. 1340년, 그는 자신의 작업량을 줄이기 위해 성주와 자신 사이의 수준에서 항소를 구체적으로 처리하도록 판사를 설치했다.

## 혼인과 자녀
혼인에 앞서 아이모네는 몇몇 사생아들의 아버지였으며, 결혼 이후에도 그들을 그의 집에서 길었다. 그들은 다음과 같다:
- 움베르토(Umberto) - 그의 아버지 밑에서 일했고, 그 후에는 형제들의 궁정에서 활동했다.
- 오제로(Oggero) - 그의 아버지 밑에서 일했다.
- 아메데오 (1346년 5월 사망)[8]
- 브누아(Benoît)
- 장 라 미트르{Jean la Mitre, 1348년 8월 사망) - 퀸[8]의 영주이자 타랑테즈, 앙트르몽의 성주
- 장 - 로잔의 참사원 회원
- 마리(Marie)
- 도나타(Donata) - 수녀
- 위게트(Huguette) - 수녀[7]

1330년, 아이모네는 비잔티움 제국 황제 안드로니코스 2세의 손녀 비올란테 팔레올로고와 혼인했고 자녀 다섯 명을 가졌으며, 그중에 어른이 된 이는 2명밖에 되지 않았다:
1. 아메데오 6세 (1334–1383) 녹색공
2. 비앙카 (1336–1388) -밀라노의 영주 갈레아초 2세 비스콘티와 1350년에 혼인.
3. 조반니 (1338–1348) - 흑사병으로 사망[9]
4. 카테리나(Caterina, 1341년) - 어릴때 사망
5. 루도비코(Ludovico, 1342년 12월 24일 태어남) - 어릴때 사망

비올란테는 1342년 12월 24일 아이를 낳던 도중 사망했다. 아이모네는 다음 달에 병을 앓게 되었고, 1343년 6월 22일 사망했다. 그는 부인과 나란히 오트콩브 수도원 채플에 매장되었다.

## 참고 자료
- Cox, Eugene L. (1967). 《The Green Count of Savoy》. Princeton, New Jersey: Princeton University Press. LCCN 67-11030.
- Hourihane, Colum (2012). 《The Grove Encyclopedia of Medieval Art and Architecture》. Vol. 1. Oxford University Press.